# Донская Негачевка
Донская Негачевка (До́но-Негаче́вка) — село Отскоченского сельсовета Хлевенского района Липецкой области.

## Название
Основу названия составили гидронимы Дон (от ирано-скифского дон, дана — река, вода) и Нега (вероятно, от славянского корня нег — любимая, хорошая). P. Heгa (или Негачевка) недалеко от села впадает в Дон.
Лингвист М. В. Фёдорова топоним Негачёвка возводит к венгерским словам nyugat — запад, nyugati — западный.

## История
Основана мелкими служилыми людьми в 1650 г.

## Население
| 1859 | 1897  | 2009 | 2010 |
| ---- | ----- | ---- | ---- |
| 1921 | ↗2467 | ↘173 | ↘160 |